# 마이터 스포츠 인터내셔널
마이터 스포츠 인터내셔널(Mitre Sports International Ltd.) 또는 마이터(Mitre)는 웨이크필드에 본사를 둔 영국의 스포츠 장비 제조업체이다. 마이터는 주로 축구에 초점을 맞추고 있지만 다른 스포츠를 위한 장비(주로 공)도 제공한다. 1817년 허더즈필드에서 설립된 이 회사는 세계에서 가장 오래된 회사 중 하나이다. 마이터는 현재 영국 가족 소유의 펜틀랜드 그룹(Pentland Group)의 자회사이다.
마이터가 제조 및 판매하는 제품에는 협회 축구용 스포츠 장비(공, 팀 유니폼, 의류 라인), 럭비 유니언(공, 트레이닝 셔츠), 농구(공), 네트볼(공, 반지)이 포함된다. 마이터는 또한 가방, 공간 마커, 물병, 안전 콘 등과 같은 스포츠용 액세서리 목록을 제공한다.
"델타" 축구는 풋볼 리그 컵, 풋볼 리그, 스코틀랜드 프리미어십, 웨일스 프리미어 디비전, 풋볼 리그 트로피 등 영국의 일부 프로 리그에서 사용되었다. 마이터는 또한 많은 다른 대회(Isthmian League, Evo-Stik Southern League, Spartan South Midlands League 등)에도 공급한다. 이 리그는 델타 하이퍼심, 맥스 하이퍼심, 프로맥스 하이퍼심을 포함한 다양한 축구공을 사용하여 플레이한다. 국제적으로 마이터는 AFF 챔피언십과 S.리그를 포함한 다양한 대회에서 자사의 축구장비를 사용하고 있다.